# Masaaki Mochizuki
Masaaki Mochizuki (望月成晃 Mochizuki Masaaki?) (17 de enero de 1970) es un luchador profesional japonés. Es famoso por su trayectoria en Toryumon y Dragon Gate, donde es una de las principales figuras de la promoción y uno de los luchadores con más títulos en su haber, tanto dentro como fuera de ellas.

## Carrera
Mochizuki, que había practicado lucha amateur y kárate durante su vida, se interesó por la lucha libre profesional al convertirse en admirador de Nobuhiko Takada. Por ello, y gracias a contactos obtenidos en su carrera como karateca, Masaaki se hizo miembro del Bukō Dojo de Koji Kitao.

### Wrestling Association R (1994-1997)
En julio de 1994, Mochizuki fue contratado por Wrestle Association R, junto con Kitao y algunos más de sus aprendices. En uno de sus primeros combates, Masaaki se enfrentó a Shinjiro Otani en la primera ronda de la Super J Cup 1995, siendo derrotado después de una gran exhibición de habilidad. Durante los meses siguientes, Mochizuki actuó de jobber, hasta que a mediados de 1995 hizo equipo con Último Dragón para luchar contra Lance Storm & Yuji Yasuraoka por el WAR International Junior Tag Team Championship, de nuevo sin éxito. Tras otro intento fallido al lado de Tiger Mask, Mochizuki abandonó la empresa.

### BattlARTS (1998)
Tras su salida de WAR, Mochizuki pasó a formar parte de BattlARTS, una empresa de lucha libre profesional basada en el shoot wrestling con la que Masaaki congeniaba gracias a su entrenamiento en kárate. Mochizuki hizo equipo con Minoru Tanaka para participar en el Tag Battle 1998, pero no lograron ganar el torneo, y poco después Masaaki volvió a desaparecer de escena.

### New Japan Pro Wrestling (1999)
Mochizuki realizó apariciones en New Japan Pro Wrestling durante el torneo Best Of The Super Juniors VI, enfrentándose a luchadores como Koji Kanemoto, Jushin Liger y Gran Hamada. Así mismo, se convirtió en luchador frecuente en los programas de NJPW, hasta que fue contratado a tiempo completo por Toryumon.

### Toryumon (1999-2004)
El 3 de febrero de 1999, Masaaki Mochizuki & Yoshikazu Taru tuvieron una aparición en Toryumon Japan, donde derrotaron a Keiichi Kono & Takashi Okamura en un combate representativo de WAR. Después de la lucha, sin embargo, los participantes fueron atacados por el grupo heel Crazy MAX (Shiima Nobunaga, Takahiro Suwa & Don Fujii), quienes solo dejaron ileso a Taru. Mientras que Taru se uniría a ellos poco después, Mochizuki demoró su retorno debido a sus apariciones en NJPW.
Enfrentado con Crazy MAX, Mochizuki se alió con Kenichiro Arai, Magnum TOKYO y otros miembros de Toryumon para luchar contra ellos durante meses. Sin embargo, Mochizuki consiguió fama en solitario y se deshizo de sus compañeros, convirtiéndose en uno de los ases de Toryumon, al igual que CIMA y TOKYO. Después de que Susumu Mochizuki & Yasushi Kanda fueran invitados a unirse a Crazy MAX y estos respondieran atacando al grupo, Masaaki les salvó de una paliza a manos de los de CMAX, y les reclutó para formar el grupo heel M2K. Utilizando las mismas tácticas arteras y de ataques a luchadores que Crazy MAX usaba, M2K se popularizó por sus entradas al ring en patinetes y vistiendo chaquetas sukajan, transportando casi siempre un cofre de plástico azul para golpear con él a sus oponentes y bolsas de polvos para cegarles; así mismo, tenían predilección por arruinar combates propios y ajenos. M2K entró en un feudo mayor con CIMA y sus compañeros de Crazy MAX, quienes quedaron por ello convertidos en faces. El grupo comenzó a aparecer también en All Japan Pro Wrestling para enfrentarse a TARU y sus aliados de esa empresa, y más tarde admitió a Darkness Dragon y Genki Horiguchi como nuevos integrantes a partir del torneo El Número Uno 2001, el cual fue ganado por Mochizuki al noquear a CIMA y derrotar a Magnum TOKYO en la final. Poco después, Masaaki consiguió el British Commonwealth Junior Heavyweight Championship cuando venció en Michinoku Pro Wrestling a Tiger Mask IV, y a finales de 2001, M2K ganó el UWA World Trios Championship contra Magnum TOKYO, Dragon Kid & Ryo Saito. M2K, sin embargo, volvió a perderlo contra ellos meses después, junto a un combate en el que CIMA derrotó a Mochizuki y le obligó a raparse el pelo.
A inicios de 2002, Mochizuki volvió a la actividad, esta vez como face declarado; además, intentó que todo M2K se alejara de la senda heel, pero sus compañeros no vieron esto con buenos ojos y lo expulsaron del grupo. Tras ello, Masaaki les devolvió un golpe al derrotar a Susumu en un combate para decidir quién se quedaría con el apellido Mochizuki, lo que obligó a Susumu a cambiar su nombre a Susumu Yokosuka. El liderazgo de M2K fue entonces usurpado por Magnum TOKYO, quien derrotaría a Mochizuki en la final del torneo El Número Uno 2002. A partir de ese momento, Masaaki volvió con el Toryumon Seikigun, un grupo face compuesto por luchadores libres de la empresa, aliándose con Dragon Kid y Ryo Saito durante la mayor parte de 2002. Eventualmente, Mochizuki acabaría convirtiéndose en su líder, siendo invitado a ello por Kenichiro Arai. En enero de 2003, Mochizuki tornó a tweener y creó la facción Shin M2K con Second Doi, Kenichiro Arai, Dragon Kid y Raimu Mishima. Doi y Masaaki compitieron en la Rey de Parejas Tag League, pero no lograron ganar, y alentados por la falta de éxito, Kenichiro y varios miembros del grupo expulsaron a Mochizuki y desbandaron Shin M2K. Desde ese momento, Mochizuki caminó en solitario hasta que él mismo se erigió líder de Hagure Gundan (Dotti Shuji, YASSHI & Toru Owashi), cambiando el nombre de la facción al de Aagan Iisou y permitiendo la entrada de Takuya Sugawara como nuevo miembro gracias a un plan ejecutado por YASSHI. 
Apoyado por Aagan Iisou, Mochizuki luchó en el torneo El Número Uno 2004, donde fue eliminado en las semifinales por Dragon Kid después de ciertos problemas con Kondo. Después de tres meses de permanencia en Aagan Iisou, en los que además ganó el Último Dragón Gym Championship, Mochizuki fue de nuevo traicionado, siendo derrocado de su puesto en la banda por Shuji Kondo y expulsado; su antiguo compañero Susumu Yokosuka acudió al rescate e impidió la inminente paliza, aunque serían derrotados igualmente. Masaaki se vengó derrotando a Kondo en un combate, y más tarde formó la unidad Final M2K con Yokosuka y con K-ness, otro de los miembros de M2K, para enfrentarse a Aagan Iisou.

### Dragon Gate (2004-presente)
Después de la ida de Último Dragón de la empresa, Toryumon Japan fue renombrado Dragon Gate, contratando a gran parte de los antiguos luchadores de Japan. Mochizuki, no siendo un estudiante de Toryumon, prefirió quedarse en la promoción, continuando en su rol anterior. Durante ese tiempo, Final M2K consiguió a Kenichiro Arai como nuevo integrante, aunque Doi se volvería contra ellos poco después para formar -bajo coacción de Don Fujii- el trío Iron Perms con Fujii y Naoki Tanizaki. A pesar de ello, Final M2K consiguió una larga serie de victorias contra Aagan Iisou y Crazy MAX. A finales de 2004, en el décimo aniversario de su carrera en la lucha libre, Mochizuki derrotó a CIMA para ganar el recién creado Open the Dream Gate Championship.
A principios de 2005, Final M2K participó en un torneo por el Open The Triangle Gate Championship, pero fueron derrotados en la final por Blood Generation (CIMA, Naruki Doi & Shingo Takagi). El resto del año, Masaaki retuvo el Open the Dream Gate ante luchadores como Ryo Saito, Don Fujii, TAKA Michinoku y Shingo Takagi, hasta que fue derrotado por el nuevo miembro de Blood Generation, el enorme Magnitude Kishiwada, en un combate por el título. Mochizuki compitió en el torneo King Of Gate 2005 tras la pérdida, pero tampoco consiguió ganar, siendo eliminado por Ryo Saito. Llegado a este punto, Masaaki comenzó a distanciarse de sus compañeros de Final M2K al hacer equipo con Magnum TOKYO, quien se hallaba en la misma situación como líder de Do FIXER. El equipo de ambos, llamado Renaissance, tenía como objetivo el "renacimiento" de Dragon Gate, y solo admitía a luchadores veteranos, como Don Fujii y Yasushi Kanda. Masaaki resolvió la situación cediendo el liderazgo de la facción a Susumu Yokosuka para dedicarse al proyecto de Renaissance en ausencia de Magnum TOKYO, quien había sido obligado a retirarse por una lesión.
Libre ahora de sus ocupaciones de grupo, Masaaki reactivó el WAR International Junior Heavyweight Championship de sus tiempos en Wrestle Association R siguiendo su ideal y lo defendió ante Pentagón Black, pero fue derrotado y perdió el título. Por ello, Masaaki trajo otro campeonato de WAR, el WAR International Junior Heavyweight Tag Team Championship, y organizó un torneo por él en el que él mismo compitió con Don Fujii. Renaissance ganó el torneo y los títulos tras derrotar a Muscle Outlaw'z (Gamma & Dr. Muscle), pero no consiguió la victoria en el siguiente torneo en el que entraron, uno por el Open the Triangle Gate Championship. Poco después, Mochizuki vencería a Black para recuperar su campeonato, aunque lo dejó vacante poco después para competir en King of Gate 2006, torneo que ganó tras eliminar a Ryo Saito, el luchador que el año anterior le había impedido ganar. Días más tarde, Fujii y él retaron a los dueños del IWGP Junior Heavyweight Tag Team Championship, los luchadores de New Japan Pro Wrestling Jado & Gedo, a un combate por los títulos en parejas de ambos equipos, pero Masaaki y su compañero fueron derrotados y perdieron los campeonatos. A su vez, Gedo retó a Mochizuki a un combate de decisión por el WAR International Junior Heavyweight Championship, y esta vez Masaaki ganó y desactivó el campeonato poco después, con Renaissance siendo declarada finalizada. El mismo año, Mochizuki compitió en el Indy Summit, haciendo equipo con Kota Ibushi para vencer a Munenori Sawa & Hayato Fujita.
En enero de 2007, Final M2K fue desbandado. Mochizuki, en lugar de unirse a otro grupo, anunció que prefería ir por libre, y Don Fujii, su antiguo compañero de Renaissance, se unió a él en esta decisión, formando equipo con él esporádicamente; el dúo recibió el nombre de "MochiFuji". Mochizuki hizo equipo con otro de sus viejos amigos, Yasushi Kanda, para tormar parte en el Summer Adventure Tag League, pero no consiguiero ganar. Poco después, sin embargo, Masaaki, Fujii y K-ness formaron el equipo Mushozoku, formado por luchadores de más de 35 años. El trío ganó el Open the Dragon Gate contra Muscle Outlaw'z (Magnitude Kishiwada, Masato Yoshino & Naruki Doi), y lo retuvo todo el año. A finales de 2007, Mochizuki participó en el King of Gate, siendo eliminado en la final por CIMA.
A inicios de 2008, New Hazard (BxB Hulk, Cyber Kong & Shingo Takagi) derrotó a Mushozoku en un combate por el Open the Triangle Gate Championship. K-ness dejó el equipo a consecuencia de la derrota, pero fue sustituido por Magnitude Kishiwada, con quien el grupo pasó a llamarse Zetsurins. Días después de la adhesión de Magnitude, el trío luchó contra los siguientes campeones, Tozawa-juku (Akira Tozawa, Kenichiro Arai & Taku Iwasa), ganando el combate y el Open the Triangle Gate de nuevo. Siguiendo la tradición, Masaaki participó en el torneo King of Gate de ese año, de nuevo llegando a la final antes de ser eliminado. Después de un año defendiendo el Open the Triangle, Zetsurins perdió el título ante KAMIKAZE (Dragon Kid, Shingo Takagi & Taku Iwasa). Tras la ida de Kishiwada de Dragon Gate, Mochizuki pasó a competir en parejas con Don Fujii y ocasionalmente con Super Shenlong, y tras un tiempo, Mochizuki y Fujii encontraron un nuevo tercer miembro en el gigantesco Akebono, reformando el trío como Chou Zetsurins; de esta forma, se estipuló un combate por el Open the Triangle contra los campeones actuales en octubre. Mientras tanto, Mochizuki hizo equipo con Katsuhiko Nakajima, a quien había invitado a Dragon Gate después de ser derrotado por él en Kensuke Office Pro Wrestling, para participar en el Summer Adventure Tag League III, perdiendo en la final por KAMIKAZE (Shingo Takagi & YAMATO). El 14 de octubre, Chou Zetsurins derrotó a WORLD-1 (BxB Hulk, Masato Yoshino & PAC) para convertirse en los siguientes campeones. A finales de año, Mochizuki derrotó a Davey Richards, un luchador llegado de Full Impact Pro, para ganar el FIP World Heavyweight Championship, convirtiéndose en doble campeón.
Comenzando 2010, Mochizuki se alió con WARRIORS-5 (CIMA, Gamma & Dragon Kid) para oponerse a Real Hazard, grupo dirigido por Kenichiro Arai. Durante este enfrentamiento, Masaaki invitó a Dragon Gate a Makoto Hashi, un luchador de Pro Wrestling NOAH famoso por su chocante parecido físico con Mochizuki, para luchar contra Real Hazard. Al mismo tiempo Richards reapareció en Dragon Gate (en este caso, en Dragon Gate USA) y derrotó a Mochizuki para llevar el título de vuelta a Estados Unidos. Poco después, Mochizuki compitió en el King Of Gate 2010, pero esta vez no llegó a la final, siendo vencido antes por Masato Yoshino. Tiempo después, durante la enemistad entre CIMA y Tigers Mask de Osaka Pro Wrestling, Mochizuki & Don Fujii se presentaron en OPW para contribuir a la batalla entre ambas promociones, ganando el Osaka Tag Festival 2010 y capturando el OPW Tag Team Championship de manos de Momo no Seishun (Atsushi Kotoge & Daisuke Harada). El dúo destruyó el trofeo honorífico que se les fue entregado, como signo de insulto a la promoción. Meses después, Chou Zetsurins perdieron el Open the Triangle contra Deep Drunkers (Kzy, Takuya Sugawara & Yasushi Kanda) en un combate sin descalificación.
En abril de 2011, después de que Mochizuki ganara el Open the Dream Gate Championship ante Masato Yoshino, Masaaki advirtió que no era seguro ir en solitario con grupos como Blood WARRIORS presentes, por lo que se alió con Yoshino y con la banda KAMIKAZE para formar el stable JUNCTION THREE.

### Ring of Honor (2007)
El 30 de marzo de 2007, Mochizuki hizo su debut en los Estados Unidos cuando apareció en Ring of Honor, derrotando a Davey Richards. Al día siguiente, Masaaki hizo equipo con Dragon Kid & Ryo Saito para enfrentarse a CIMA, SHINGO & Susumu Yokosuka en un combate de equipos compuestos por luchadores aleatorios de Dragon Gate, pero fueron derrotados.
Meses más tarde, Mochizuki volvió a aparecer en ROH cuando hizo equipo con Rocky Romero & Davey Richards para luchar, de nuevo sin éxito, con Bryan Danielson, CIMA & Naomichi Marufuji.

### Pro Wrestling ZERO1 (2007-2008)
Mochizuki hizo una aparición en Pro Wrestling Zero1-Max en septiembre de 2007 para participar en el Tenkaichi Junior Tournament 2007, en el que derrotó a Minoru Fujita y Ikuto Hidaka antes de ser eliminado por Masato Tanaka. Posteriormente, en enero de 2008, Masaaki derrotó a Ikuto Hidaka para ganar el ZERO1-MAX International Junior Heavyweight Championship. Mochizuki lo retuvo ante luchadores como El Blazer y Munenori Sawa, antes de perdelo de nuevo ante Hidaka.
En 2009, Masaaki hizo equipo con Masato Tanaka para competir en el torneo Furinkazan, pero no lograron ganar.

## En lucha
- Movimientos finales
  - Twister[1][2] (Twisting brainbuster)
  - Twister II[1][2] (Spinning sitout suplex slam, a veces desde una posición elevada)
  - Reverse Twister[1] (Twisting inverted brainbuster)
  - Saikyou High Kick[1] (High-speed roundhouse kick de izquierda a la nuca del oponente)[n. 1]
  - Shin Saikyou High Kick[1] (High-speed roundhouse kick a la nuca del oponente)[n. 2]
  - Sankakugeri[1][2] (Corner second rope springboard enzuigiri)[n. 3]
  - Gamen Sankakugeri[2] (Corner second rope springboard gamengiri)

- Movimientos de firma
  - Ikkakugeri[1][2] (Running knee strike a un oponente sujeto horizontalmente en las cuerdas del turnbuckle)[n. 4]
  - Illusion[1][2] (Feint roundhouse kick seguido de reverse roundhouse kick a la cabeza del oponente)
  - Masa Special[9] (Feint roundhouse kick seguido de inverted cross armbar)
  - Saikyou Juji[10] (Cross armbar)
  - Bukō-Gatame[11] (Seated scissored armbar)[n. 5]
  - Dojime Sleeper[12] (Sleeper hold con bodyscissors)
  - Topé Masaaki[2] (Over the top rope suicide dive)
  - Kuroki Hikari[13] (Straigh jacket crossface) - 2006
  - Michinoku Driver II[14] (Sitout scoop slam piledriver) - 2005; adoptado de TAKA Michinoku
  - Ankle lock[15]
  - Arm wrench inside cradle pin[16]
  - Bridging belly to back suplex[17]
  - Bridging full Nelson suplex[2]
  - Camel clutch[17]
  - Crossface chickenwing
  - Cross kneelock
  - Double leg Nelson pin[18]
  - Hurricanrana[19]
  - Octopus hold[20]
  - Reverse figure four leglock[21]
  - Running knee strike
  - Running lariat
  - Spinning legsweep
  - Standing moonsault[22]
  - Triangle choke
  - Varios tipos de kick:
    - Wagamama na Hizakozou[2] (Múltiples stiff shoot al pecho del oponente)[n. 6]
    - Kakato Otoshi[21] (Axe a la nuca del oponente)
    - Corner rope aided axe a un oponente cargando
    - Drop, a veces desde una posición elevada
    - High-speed sole a un oponente cargando
    - Múltiples stiff roundhouse al torso del oponente
    - Reverse roundhouse
    - Roundhouse a la cabeza de un oponente levantándose
    - Running bicycle a un oponente arrinconado
    - Running football a la espalda de un oponente sentado fuera de las cuerdas
    - Spinning heel, a veces desde una posición elevada[22]

  - Victory roll

- Apodos
  - "Kon no Kegeou"[1]
  - "The Soul of the King of the Kicker"[1]
  - "The Iron Man of Dragon Gate"[23]
  - "Mocchi"[1]

## Campeonatos y logros
- Dragon Gate

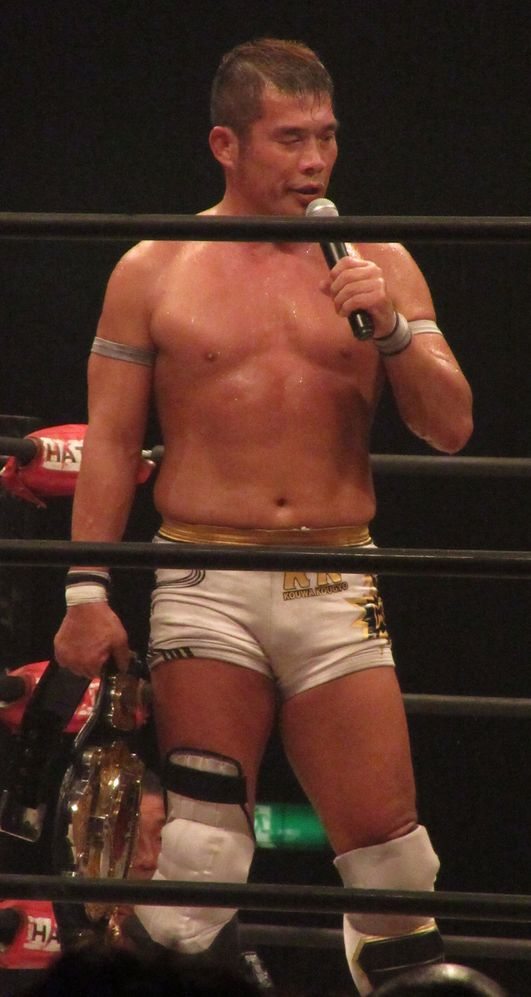
Mochizuki con el Campeonato Abre la Puerta Soñada de Dragón Gate en noviembre de 2017

  - Dragon Gate Open the Dream Gate Championship (3 veces)
  - Dragon Gate Open the Owarai Gate Championship (1 vez)
  - Dragon Gate Open the Triangle Gate Championship (3 veces) - con Don Fujii & K-ness (1), Don Fujii & Magnitude Kishiwada (1) y Don Fujii & Akebono (1)
  - Dragon Gate Open the Twin Gate Championship (1 vez) - con Don Fujii
  - WAR International Junior Heavyweight Championship (2 veces)
  - Dragon Gate I-J Heavyweight Tag Team Championship (1 vez) - con Don Fujii
  - FIP World Heavyweight Championship (1 vez)
  - King of Gate (2006)
  - One Night 10 Man Tag Tournament (2004) - con Susumu Yokosuka, K-ness, Kenichiro Arai & Second Doi

- Michinoku Pro Wrestling
  - British Commonwealth Junior Heavyweight Championship (1 vez)

- Osaka Pro Wrestling
  - OPW Tag Team Championship (1 vez) - con Don Fujii
  - Osaka Pro Tag Festival (2010) - con Don Fujii

- Pro Wrestling NOAH
  - GHC National Championship (1 vez)
  - GHC Tag Team Championship (1 vez) — con Naomichi Marufuji

- Pro Wrestling Zero1-Max
  - ZERO1 International Junior Heavyweight Championship (1 vez)

- Toryumon
  - UWA World Trios Championship (2 veces) - con Darkness Dragon & Susumu Mochizuki (1) y Kenichiro Arai & Dragon Kid (1)
  - El Número Uno (2001)

- Wrestle Association R
  - WAR International Junior Heavyweight Championship (1 vez)
  - WAR International Junior Heavyweight Tag Team Championship (1 vez) - con Battle Ranger
  - WAR World Six-Man Tag Team Championship (1 vez) - con Koji Kitao & Nobukazu Hirai

- Pro Wrestling Illustrated
  - Situado en el Nº231 en los PWI 500 de 2002[24]
  - Situado en el Nº290 en los PWI 500 de 2003[24]
  - Situado en el N°260 en los PWI 500 de 2006[25]
  - Situado en el N°255 en los PWI 500 de 2008[26]
  - Situado en el Nº282 en los PWI 500 de 2009[27]
  - Situado en el Nº234 en los PWI 500 de 2010[28]

- Tokyo Sports Grand Prix
  - Espíritu de lucha (2011) compartido con Yuji Nagata